# 다라비

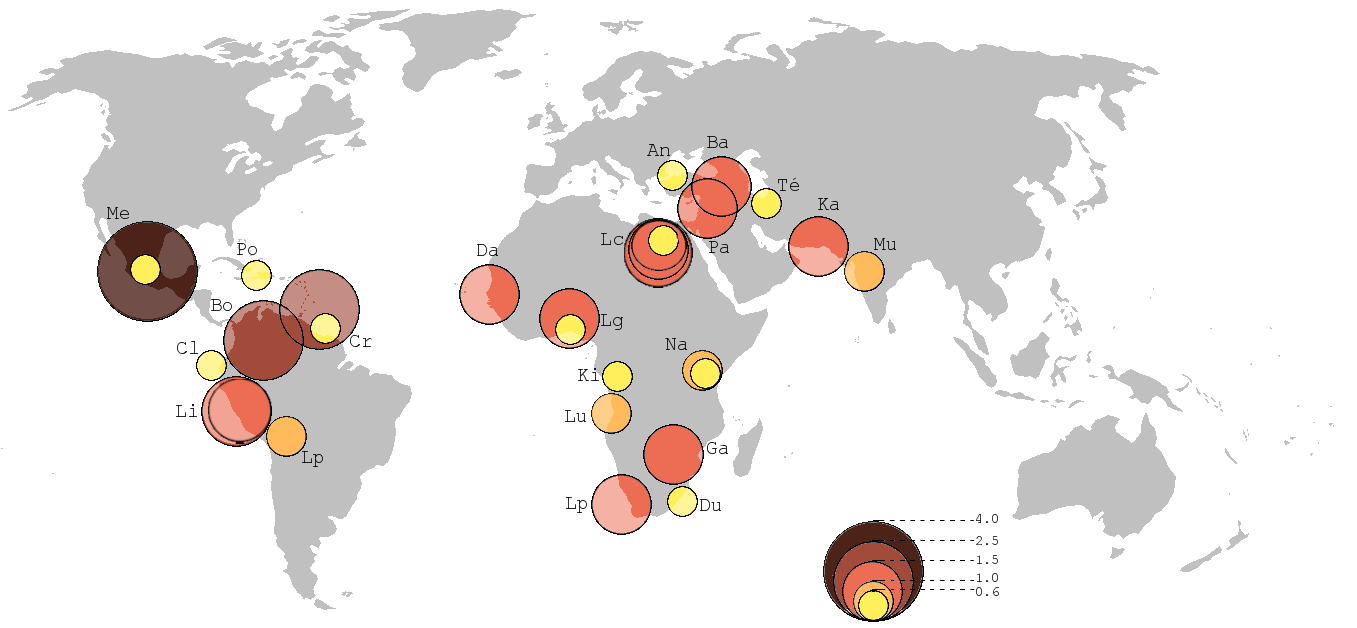
세계의 다른 거대 빈민가들과 다라비의 비교 (Mike Davis에 따른지도)

다라비는 인도 마하라슈트라 주의 뭄바이에 있는 지역으로 아시아에서 가장 큰 빈민가 중 하나이다. 다라비의 면적은 2.1제곱킬로미터에 달하며, 인구는 약 100만명에 이른다. 인구 밀도가 277,000/km2 (720,000/sq mi)로 다라비는 세계에서 가장 인구밀도가 높은 곳 중 하나이다.
다라비 빈민가는 1884년 영국 식민지 시대에 설립되었다.  식민지 정부에 의해 반도 도심에서 공장과 주민들이 추방되었고, 사람들이 시골지역에서 도시인 뭄바이로 이주하면서 성장했다. 이러한 이유로 현재 다라비는 종교적으로나 민족적으로 매우 다양한 정착지이고, 많은 다양한 종교의 사람들이 어울려 살고 있다.
다라비는 수많은 가계 기업이 많은 슬럼가 거주자를 고용하는 활발한 비공식 경제를 가지고 있다. 다라비 내부에서 만들어진 상품 중에는 가죽, 섬유 및 도자기 제품이 포함되며, 연간 총 매출액은 10억 미국달러 이상으로 추정된다.

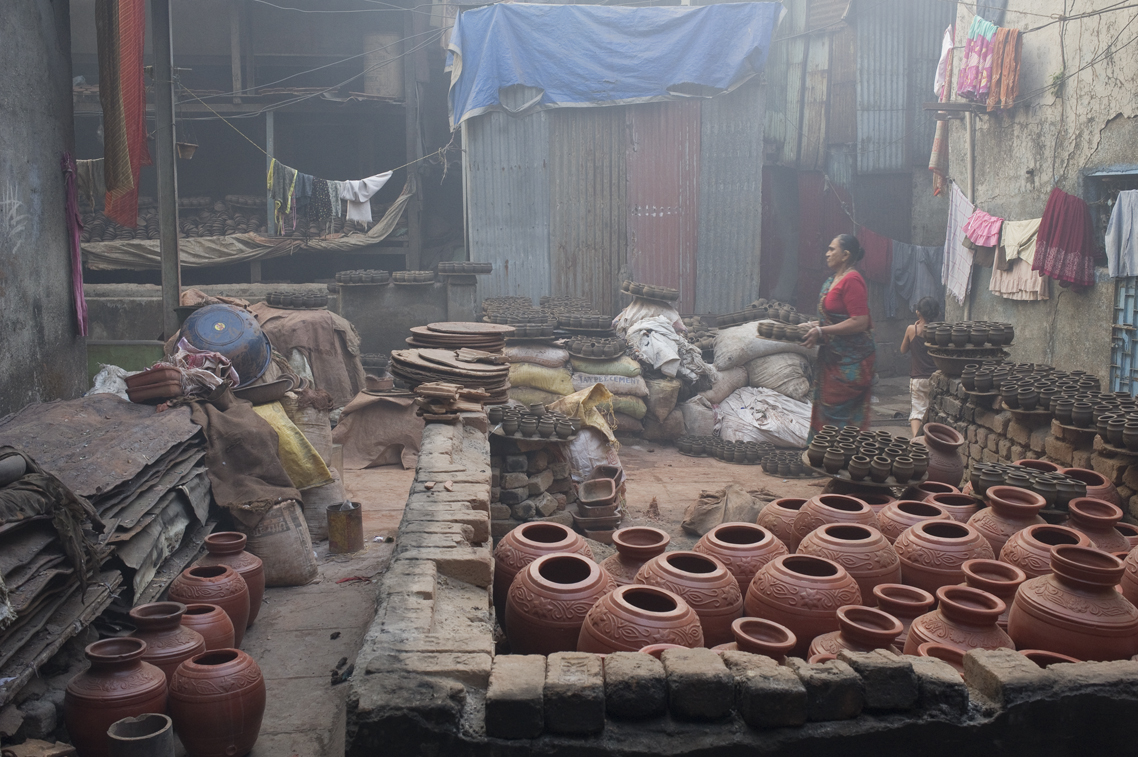
다라비의 전통 도자기 공장

## 인구 통계
다라비의 총인구는 알려져 있지 않으며, 다양한 추정치들이 있다. 일부 소식통에 따르면 30만에서 약 백만명으로 추산된다.  다라비는 500 에이커 (200 ha) 걸쳐 분포되어 있으며, 인구 밀도는 평방 마일 당 86만 9565명으로 추정된다. 문해율이 69%인 다라비는 인도에서 가장 문맹률이 높은 빈민가이다.
인도의 평균 무슬림 인구가 13%인데 비해 다라비의 무슬림 인구는 30%이다.   기독교 인구는 약 6%로 추정되며  나머지는 주로 힌두교신자(63 %)이며 일부 불교도와 기타 소수 종교가 있다. 힌두교 신자 중 약 20 %가 동물 가죽 생산, 가죽 제품에 종사한다. 다른 힌두교도들은 도자기 산업, 섬유 제품 제조, 소매 및 무역, 양조장 및 기타 카스트 직업을 전문으로 한다. 이 모든 직업들은 소규모 가정에서 운영된다. 이 슬럼가의 주민들은 인도 전역에서 이주해 왔으며, 여러 주의 시골 지역에서 이주했다. 그래서 슬럼가에는 이슬람교, 힌두교 및 기독교 신앙을 섬기는 수많은 모스크, 사원 및 교회가 있다. 반디 마스지드 모스크는 다라비에서 가장 오래된 종교 건축물이다,

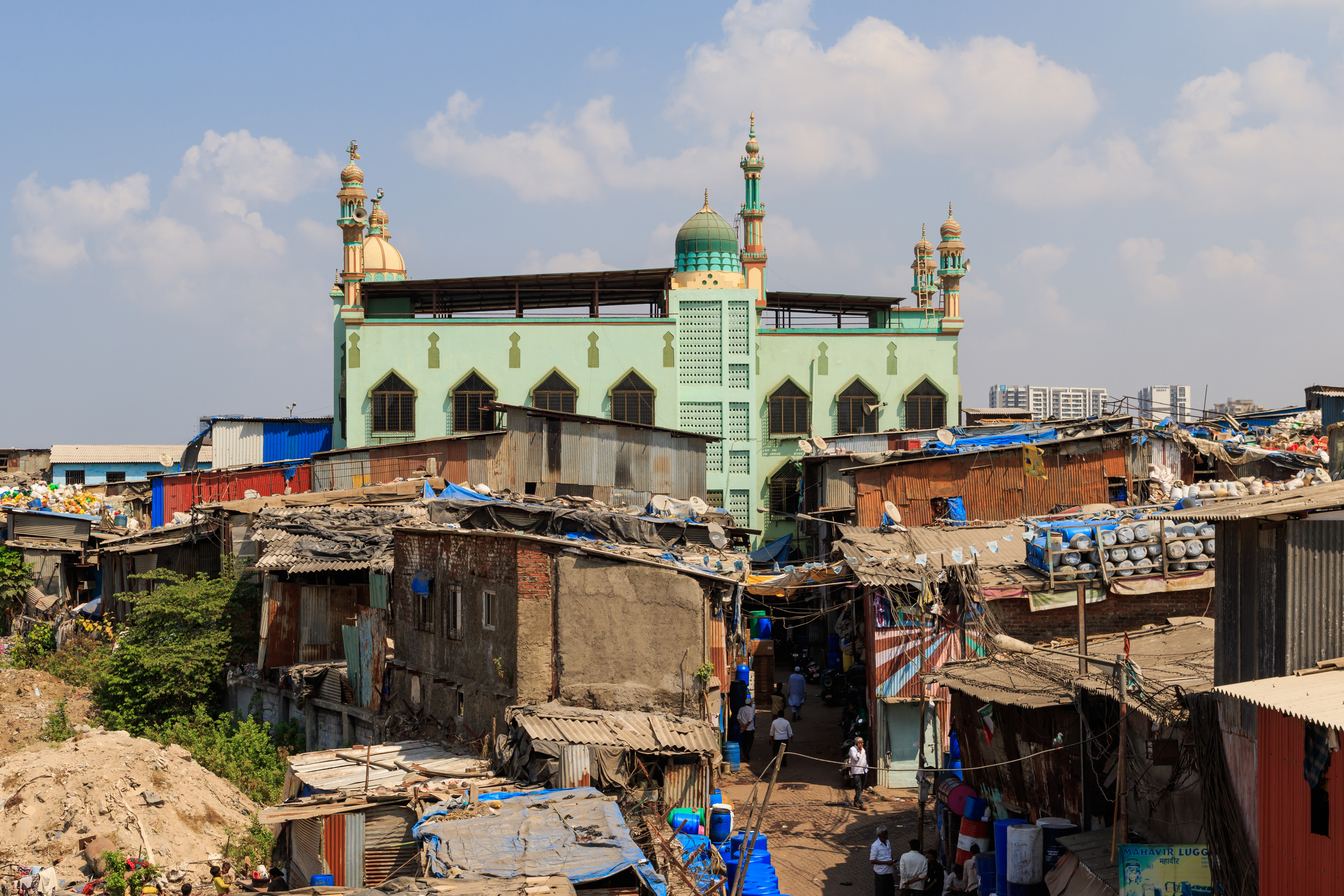
다라비의 모스크

## 위치 및 특성

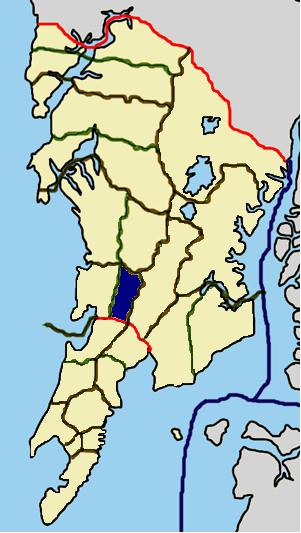
다라비는 뭄바이시 경계 안(노란색)의 많은 영국 시대 행정 구역 중 하나 로 지도에서 진한 파란색으로 표시된 'Ward H East'에 있다.다라비는 Ward H East의 남쪽 끝에 있으며 진한 파란색으로 표시된 Ward의 다른 주거 및 상업 지역에는 산타크루즈, Vile Parle 및 마힘 이 있다.

다라비는 뭄바이의 2개 주요교외 철도인 서부철도와 중앙 철도의 사이에 있는 넓은 지역이다. 차트라파티 시바지 마하라지 공항 과도 인접해있다. 다라비의 서쪽에는 마힘과 반드라가 있고 북쪽에는 미티(Mithi)강이 흐른다. 이 강은 아라비아해로 흘러들어간다. 위치와 열악한 하수 및 배수 시스템으로 인해 다라비는 특히 우기 동안 홍수에 취약하다.

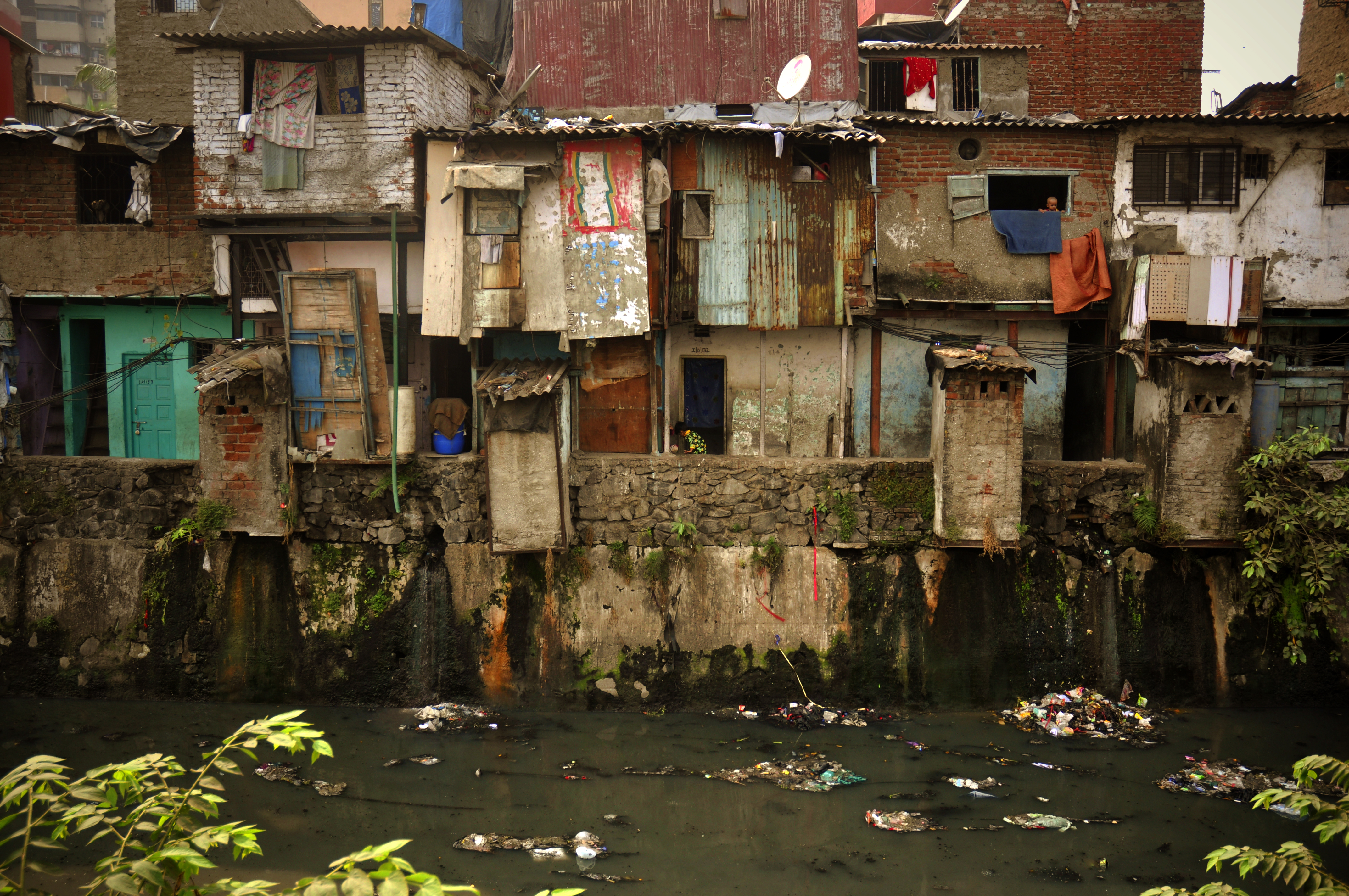
인도 다라비의 슬럼가 판잣집.

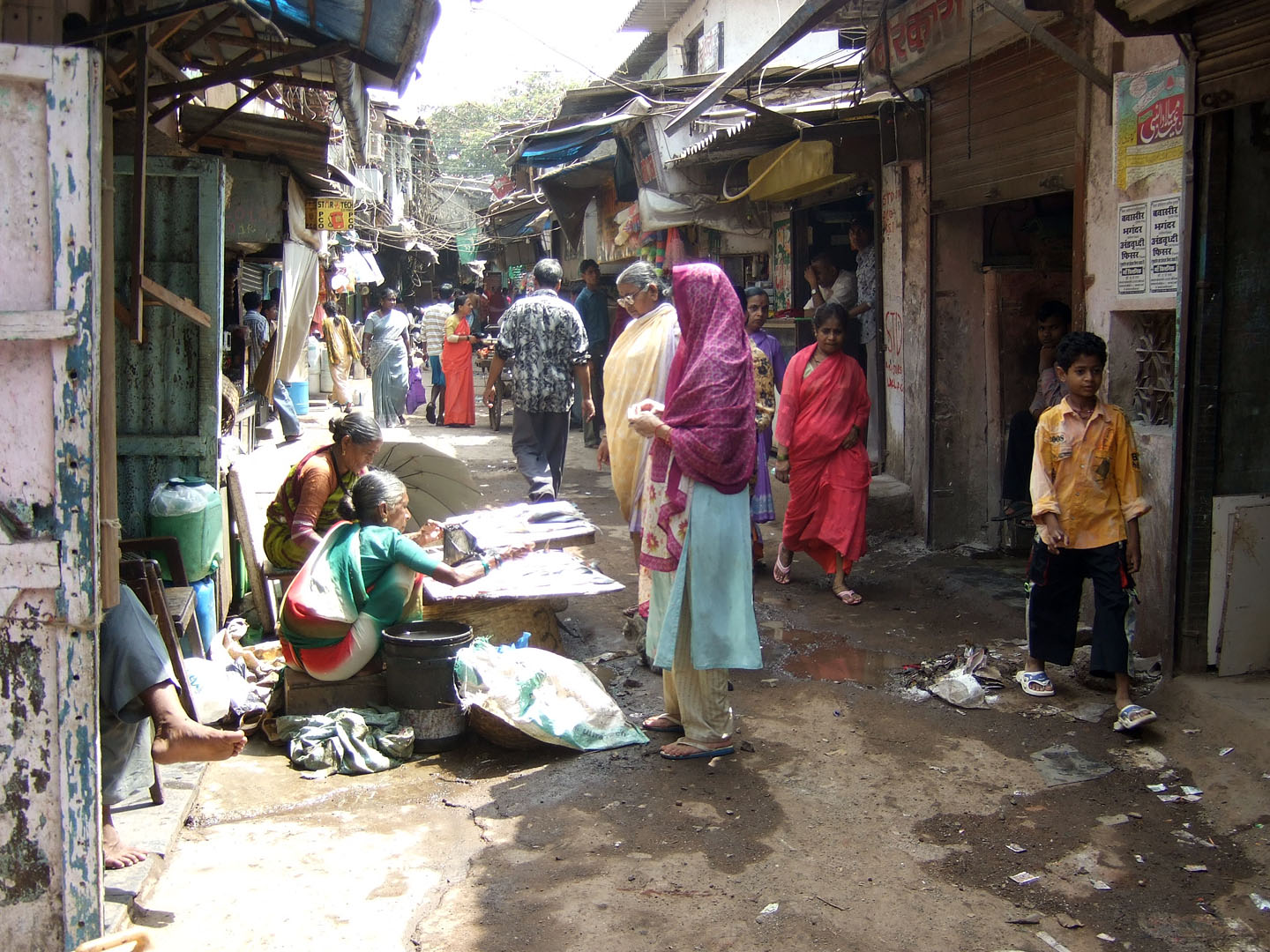
다라비 내부

## 같이 보기
- 인도의 빈민가 목록
- 인도의 도시화